# قلم‌چرخانی

ترکیبی از ترفندهای قلم‌چرخانی.

قلم‌چرخانی (به انگلیسی:Pen spinning) نوعی تردستی با شیٔ است که شامل فندهای چرخاندن قلم می‌شود. هرچند که این کار به عنوان سرگرمی شخصی تلقی می‌شود گاهی مسابقاتی در سطح محلی و حتی بین‌المللی برگزار می‌شود. در عین آنکه خاستگاه قلم‌چرخانی نامعلوم است اما این پدیده از دههٔ ۵۰ شمسی و با شروع فعالیت‌های «انجمن قلم‌چرخانی ژاپن» آغاز و با ظهور شبکه‌های اجتماعی به مشهور شد.

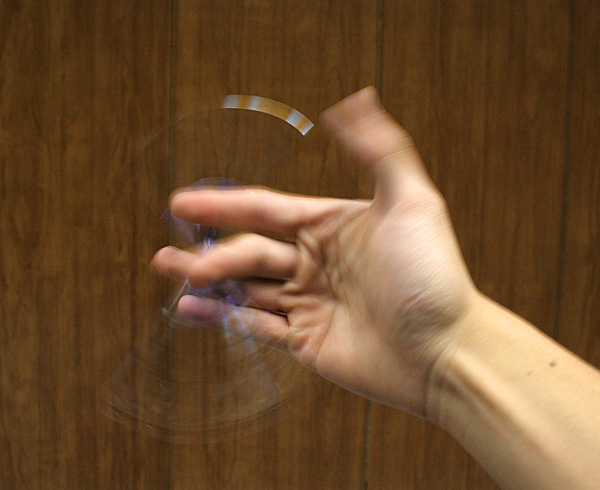
قلمی در حال چرخش مداوم.